# Xã Scott, Quận Kosciusko, Indiana
Xã Scott (tiếng Anh: Scott Township) là một xã thuộc quận Kosciusko, tiểu bang Indiana, Hoa Kỳ. Năm 2010, dân số của xã này là 1.696 người.